# Avinesh Suwamy
Avinesh Waran Suwamy (ur. 6 kwietnia 1986) – fidżyjski piłkarz grający na pozycji obrońcy. Od 2012 roku jest zawodnikiem klubu Ba FC.

## Kariera klubowa
Karierę piłkarską Suwamy rozpoczął klubie Lautoka FC. W 2003 roku zadebiutował w jego barwach w pierwszej lidze Fidżi. W 2009 roku wywalczył z Lautoką mistrzostwo Fidżi. Z klubem tym wygrał też Inter-District Championship w latach 2005 i 2008.
W 2012 roku Suwamy przeszedł do Ba FC.

## Kariera reprezentacyjna
W reprezentacji Fidżi Suwamy zadebiutował w 2005 roku. W 2012 roku wystąpił z Fidżi w Pucharze Narodów Oceanii 2012.